# Tihamér Szaffka
Tihamér Szaffka (wym. [tihɒmeːr sɒfkɒ], ur. 1890 r., zm. ?) – węgierski taternik i chemik.
Tihamér Szaffka był aktywnym taternikiem zarówno w lecie i zimie, szczególnie w okresie przed I wojną światową. W latach 1910–1932 opisywał swoje tatrzańskie wycieczki na łamach prasy alpinistycznej. Napisał m.in. artykuł Die erste Besteigung des Karfunkelturmes im Winter (o pierwszym zimowym zdobyciu Jastrzębiej Turni, opublikowany w 1910 roku). W 1931 roku odwiedził Andy, przez które przeszedł na piechotę z Boliwii do Peru.

## Ważniejsze tatrzańskie osiągnięcia wspinaczkowe
- pierwsze wejście zimowe na Jastrzębią Turnię, wraz z Oszkárem Jordánem i Imre Barczą.